# Stadion NK Pohorje
Stadion NK Pohorje – stadion piłkarski w Rušach, w Słowenii. Został otwarty w 1954 roku. Może pomieścić 3000 widzów. Swoje spotkania rozgrywają na nim piłkarze klubu NK Pohorje.